# Huoroz
Huoroz odnosno Horoza (mađ. Oroszpuszta) je selo u jugoistočnoj Mađarskoj.

## Zemljopisni položaj
U blizini je jezero. Duolnji Salaši su sjeverozapadno, Baćino još sjeverozapadnije, Miška je istočno,Draga je sjeveroistočno, Dušnok je južno. Nalazi se na 91 metar nadmorske visine. 
Kod Huoroza su gospodarski objekti.

## Upravna organizacija
Upravno pripada kalačkoj mikroregiji u Bačko-kiškunskoj županiji. Poštanski broj je 6351. Pripada Baćinu.

## Promet
Kod Horoze je cesta koja vodi do državne cestovne prometnice br. 51 koja vodi od Miške ka Duolnjim Salašima i Baćinu.

## Stanovništvo
U Baćinu je naziv za stanovnika i stanovnicu Huoroza Huorozac i Huoroska, a u Fancagi se osobe iz Horoze naziva Horozanin i Horozanka.